# 1883年のメジャーリーグベースボール
以下は、メジャーリーグベースボール（MLB）における1883年のできごとを記す。
アメリカン・アソシエーションではフィラデルフィア・アスレチックスが、ナショナルリーグではボストン・ビーンイーターズが優勝。ナショナルリーグは、弱体だったトロイ・トロージャンズ、ウースター・ルビーレッグスを除名して、この年からニューヨーク・ゴッサムズ(後のジャイアンツ)とフィラデルフィア・クエイカーズ(後のフィリーズ)を復帰させた。
1882年のメジャーリーグベースボール - 1883年のメジャーリーグベースボール - 1884年のメジャーリーグベースボール

## できごと
- ナショナルリーグは、アメリカン・アソシエーションの出現で二重の痛手を受けた。アメリカン・アソシエーションが25セントという安い入場料で1年目から大成功を収め、そしてアソシエーションがこれに気をよくして ナショナルリーグの選手の引き抜きを始めたことであった。
- この年の秋に、ナショナルリーグ会長とアメリカン・アソシエーション代表、そして当時マイナーリーグであったノースウエスタンリーグ（後にウェスタンリーグを経て1900年のアメリカンリーグの起源となったリーグ）代表を交えて、三者会談が開かれて、次のような協定が結ばれた。第1にナショナルリーグはアメリカン・アソシエーションを対等の資格を持つメジャーリーグと認める。第2にノースウエスタンリーグを含めて3つの連盟は他の連盟の地域権を尊重する。第3に他の連盟の選手の引き抜きは行わない。また裁定委員会を設けてトラブルの解決をはかる。この協定の締結で野球界が落ち着くと思われたが、年末にまた混乱が起きた。
- 1883年12月12日に、セントルイスの資産家のヘンリー・ルーカスがユニオン・アソシエーションを設立し、第3のメジャーリーグを宣言した。もともとセントルイスでナショナルリーグに所属するチームの結成に動いていたが、アメリカン・アソシエーションのセントルイス・ブラウンズ（現在のカージナルスの源流）がいて、ナショナルリーグが拒否したため、新しいリーグの結成に動いた。ナショナルリーグは、これに対抗するためアメリカン・アソシエーションに加盟チームを8球団から12球団に拡大するように勧め、アソシエーションはその提案を受け入れて、翌年のシーズンからワシントン・インディアナポリス・トレド・ブルックリンの4都市を新たに加えることを決定した。
- ニューヨーク・ゴッサムズ(後のジャイアンツ)のバック・ユーイングは、トロイ・トロージャンズからゴッサムズに移って来たこの年に本塁打10本を打ち、これはメジャーリーグとしては初めて10本以上のシーズン記録となった。後にプレーヤーズリーグのニューヨーク・ジャイアンツに1年のみ選手兼監督でプレーして、すぐにナショナルリーグのジャイアンツに戻り、その後クリーブランド・スパイダース(1899年に解散)を経てシンシナティ・レッズに移り、1897年まで選手として活躍し(1895年から監督兼任)、1900年にジャイアンツの監督となってシーズン途中で辞任した。生涯打率.303(.311とする資料もある)で、ポジションは捕手で屈んだまま送球して走者を刺したという強肩の持ち主で「19世紀最大の捕手」とされている。(1939年殿堂入り)

### 規則の改訂
- 投手は肩までの高さならどこから投球してよい、となった。(下手投げ制限の廃止）

## 最終成績
| 1 | フィラデルフィア・アスレチックス   | 66 | 32 | .673 | -    |
| 2 | セントルイス・ブラウンズ           | 65 | 33 | .663 | 1.0  |
| 3 | シンシナティ・レッドストッキングス | 61 | 37 | .622 | 5.0  |
| 4 | ニューヨーク・メトロポリタンズ     | 54 | 42 | .563 | 11.0 |
| 5 | ルイビル・エクリプス               | 52 | 45 | .536 | 13.5 |
| 6 | コロンバス・バックアイズ           | 32 | 65 | .330 | 33.5 |
| 7 | ピッツバーグ・アレゲニーズ         | 31 | 67 | .316 | 35.0 |
| 8 | ボルチモア・オリオールズ           | 28 | 68 | .292 | 37.0 |

| 1 | ボストン・ビーンイーターズ     | 63 | 35 | .643 | -    |
| 2 | シカゴ・ホワイトストッキングス | 59 | 39 | .602 | 4.0  |
| 3 | プロビデンス・グレイズ         | 58 | 40 | .592 | 5.0  |
| 4 | クリーブランド・ブルース       | 55 | 42 | .567 | 7.5  |
| 5 | バッファロー・バイソンズ       | 52 | 45 | .536 | 10.5 |
| 6 | ニューヨーク・ゴッサムズ       | 46 | 50 | .479 | 16.0 |
| 7 | デトロイト・ウルバリンズ       | 40 | 58 | .408 | 23.0 |
| 8 | フィラデルフィア・クエイカーズ | 17 | 81 | .173 | 46.0 |

## 個人タイトル

### アメリカン・アソシエーション
| 項目   | 選手                         | 記録 |
| ------ | ---------------------------- | ---- |
| 打率   | エド・スワートウッド (PIT)   | .357 |
| 本塁打 | ハリー・ストービー (PHA)     | 14   |
| 打点   | チャーレイ・ジョーンズ (CIN) | 80   |
| 得点   | ハリー・ストービー (PHA)     | 110  |
| 安打   | エド・スワートウッド (PIT)   | 147  |

| 項目   | 選手                   | 記録  |
| ------ | ---------------------- | ----- |
| 勝利   | ウィル・ホワイト (CIN) | 43    |
| 防御率 | ウィル・ホワイト (CIN) | 2.09  |
| 奪三振 | ティム・キーフ (NYP)   | 359   |
| 投球回 | ティム・キーフ (NYP)   | 619.0 |
| セーブ | ボブ・バー (PIT)       | 1     |
| セーブ | トニー・マレーン (STL) | 1     |

### ナショナルリーグ
| 項目   | 選手                     | 記録 |
| ------ | ------------------------ | ---- |
| 打率   | ダン・ブローザース (BUF) | .374 |
| 本塁打 | バック・ユーイング (NYG) | 10   |
| 打点   | ダン・ブローザース (BUF) | 97   |
| 得点   | ジョー・ホーナング (BSN) | 120  |
| 安打   | ダン・ブローザース (BUF) | 162  |

| 項目   | 選手                         | 記録  |
| ------ | ---------------------------- | ----- |
| 勝利   | チャールズ・ラドボーン (PRO) | 48    |
| 防御率 | ジム・マコーミック (CLV)     | 1.84  |
| 奪三振 | ジム・ホイットニー (BSN)     | 345   |
| 投球回 | パッド・ガルヴィン (BUF)     | 656.1 |
| セーブ | ジム・ホイットニー (BSN)     | 2     |
| セーブ | スタンプ・ウィードマン (DTN) | 2     |

## 参考
- ナショナルリーグ順位表
- アメリカン・アソシエーション順位表